# Taylor megye (Kentucky)
Taylor megye az Amerikai Egyesült Államokban, azon belül Kentucky államban található. Megyeszékhelye és legnagyobb városa Campbellsville. Lakosainak száma 26 023 fő (2020. április 1.).

## Szomszédos megyék
- Marion megye (észak)
- Casey megye (kelet)
- Adair megye (délkelet)
- Green megye (dél)
- LaRue megye (északnyugat)

## Népesség
A megye népességének változása:
| Lakosok száma | 24 556 | 24 677 | 24 677 | 24 649 | 25 420 | 26 023 |
|               | 2010   | 2011   | 2012   | 2013   | 2015   | 2020   |